# Régiment de Vivarais
Pour l’article homonyme, voir Régiment de Vivarais (homonymie).
Le régiment de Vivarais est un régiment d'infanterie du royaume de France, créé en 1674 sous le nom de régiment  d'Albret, devenu sous la Révolution le 71e régiment d’infanterie de ligne.

## Création et différentes dénominations
- 1 mars 1674 : création du régiment d'Albret
- 9 août 1678 : renommé régiment de Gandelu
- 19 avril 1679 : renommé régiment de Clérambault
- 11 avril 1697 : renommé régiment de Mirabeau
- 7 avril 1711 : renommé régiment de Gensac
- 10 mars 1734 : renommé régiment de Duras
- 6 mars 1743 : renommé régiment de Bonnac
- 25 août 1749 : renommé régiment de Cossé
- 24 septembre 1759 : renommé régiment de Lemps
- 30 novembre 1761 : renommé régiment de Puységur
- 10 décembre 1762 : renommé régiment de Vivarais
- 1er janvier 1791 : renommé 71e régiment d’infanterie de ligne

## Colonels et mestres de camp
- 1er mars 1674 : César-Phébus, maréchal d'Albret
- 22 novembre 1676 : Charles Amanjeu, marquis d'Albret[Note 1]
- 9 août 1678 : Louis Potier de Gesvres, marquis de Gandelu[Note 2]
- 19 avril 1679 : Philippe de Palluau, marquis de Clérambault[Note 3]
- 11 avril 1697 : Jean Antoine Riqueti, marquis de Mirabeau[Note 4]
- 7 avril 1711 : Gilles Gervais de la Roche-Loumagne, marquis de Gensac[Note 5]
- 10 mars 1734 : Emmanuel-Félicité de Durfort, duc de Duras
- 6 mars 1743 : François Armand d'Usson, marquis de Bonnac[Note 6]
- 25 août 1749 : Louis Joseph Timoléon, duc de Cossé-Brissac
- 21 septembre 1759 : Nicolas François de Prunier, chevalier de Lemps[Note 7]
- 30 novembre 1761 : Barthélémy Hercule Athanase de Chastenet, vicomte de Puységur[Note 8]
- 13 avril 1780 : François Artus Hyacinthe Timoléon, comte de Cossé-Brissac[1],[Note 9]
- 10 mars 1788 : Louis François René, marquis de Courtarvel de Pezé
- 5 février 1792 : Frédéric Ferdinand Charles de Wittinghoff
- 8 mars 1793 : Gratien Dumoulin de La Fontenelle[Note 10]

## Historique
Ce corps est créé par commission du 1er mars 1674, au moment où, dans le cadre de la guerre de Hollande, une flotte hollandaise, commandée par Ruyter, menaçait les côtes de la Guyenne, a été formé à Bayonne par César-Phébus, maréchal d'Albret, qui est son premier colonel et qui le garde jusqu'à sa mort en 1676. Il est reste un régiment de gentilshommes jusqu'à la réorganisation de 1762.

### Régiment d'Albret (1674-1678)

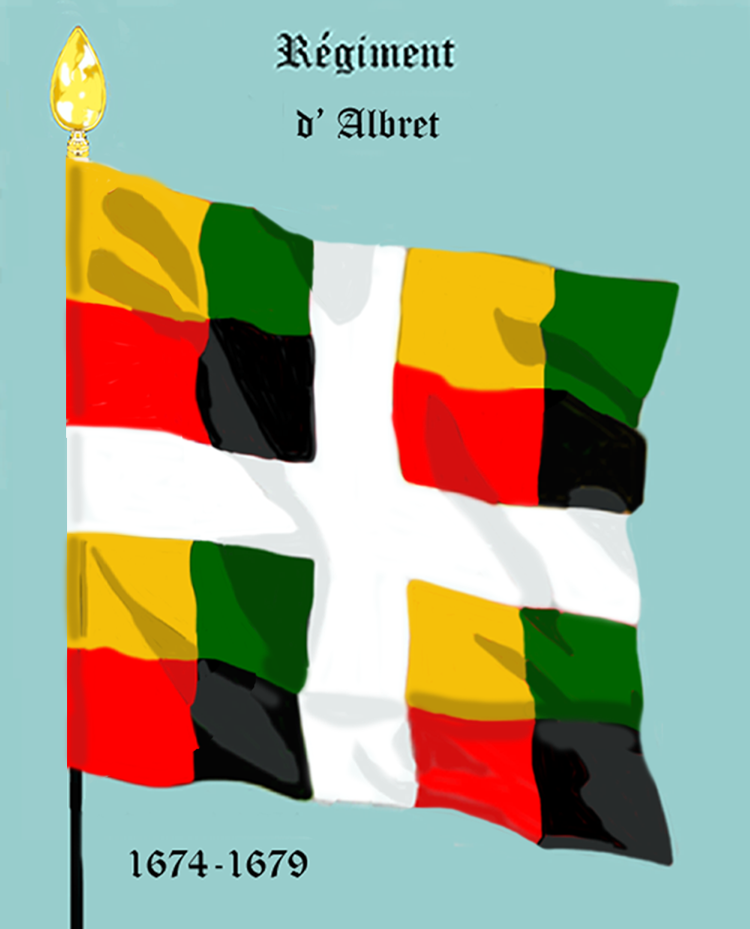
de 1674 à 1678

#### Guerre de Hollande
Créé à Bayonne en 1674,  dans le cadre de la guerre de Hollande, le régiment reste d'abord en garnison dans cette ville, puis il est dirigé sur la frontière de l'Allemagne et placé à Thionville. 
Le 23 juillet 1678, il fait ses premières armes lors du siège de Fribourg ou il attaque les retranchements de la Kinzig. Il prend part ensuite à toutes les opérations de la fin de cette guerre et notamment à la bataille de Ortenbach et à la tentative que fait le maréchal de Créqui pour s'emparer de Strasbourg. Après l'échec de cette entreprise, le « régiment d'Albret » est laissé avec le régiment de Rouergue à la garde des forts de Zolhauss et de l'Ill, situés entre Strasbourg et le Rhin.

### Régiment de Gandelu (1678-1679) et régiment de Clérambault (1679-1697)

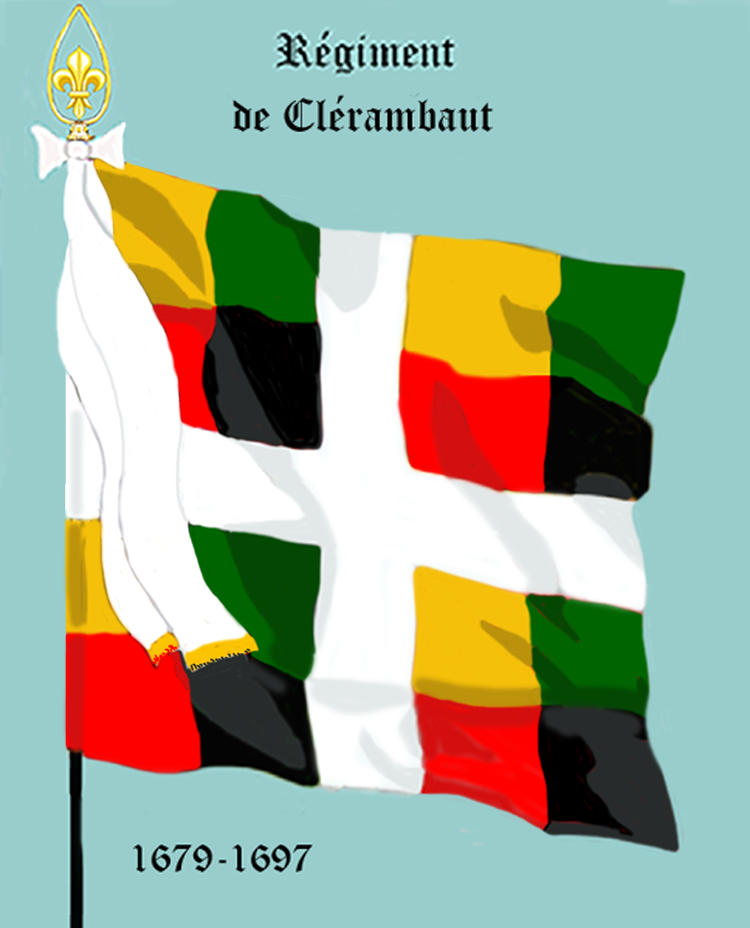
de 1679 à 1697

#### Guerre de la Ligue d'Augsbourg
Après avoir pris le nom de « régiment de Gandelu » le 9 août 1678, le régiment est renommé « régiment de Clérambault » le 19 avril 1679 et se trouve engagé en 1690, dans la guerre de la Ligue d'Augsbourg. Rattaché à l'armée du maréchal de Catinat il participe cette année aux prises de Cahours, de Barges et de Suze, et se fait remarquer le 18 août à la bataille de Staffarda ou il y combat avec le régiment de La Sarre à la deuxième ligne, et contribue puissamment au succès de la dernière charge qui détermine la déroute de l'ennemi. Il culbute complètement, pour sa part, le régiment piémontais de La Croix-Blanche et un bataillon des Gardes du duc de Savoie, qui étaient retranchés dans une cassine.
En 1691, le régiment est employé aux sièges de Suze, de Villefranche, de Montalban, de Nice, de Veillane, de Carmagnola et de Montmélian. 
En 1692, il est envoyé au secours de Pignerol et de Suze.
En 1693, il se trouve à la bataille de La Marsaglia et au ravitaillement de Casal.
En 1694 et 1695, il est en garnison à Pignerol et dans les forts environnants.
En 1697, il fait la campagne sur le Rhin et prend le nom de « régiment de Mirabeau ».

### Régiment de Mirabeau (1697-1711)

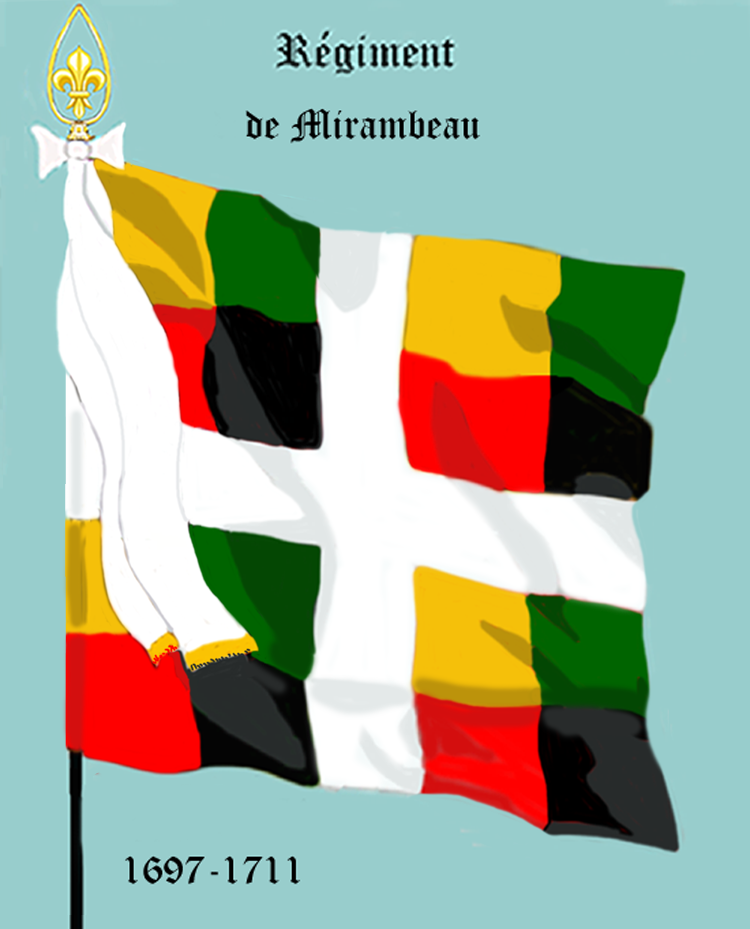
de 1697 à 1711

#### Guerre de Succession d'Espagne
Le 1er février 1701, dans le cadre de la guerre de Succession d'Espagne, le régiment est porté à deux bataillons. Le 1er bataillon se met bientôt en route pour l'Italie, et se trouve aux batailles de Carpi et de Chiari, après lesquels il est mis en garnison à Crémone où il se trouve lors de la tentative du prince Eugène pour enlever cette place. 
Pendant la campagne de 1702, il sert à la bataille de Luzzara et à la prise de Luzzara et de Borgoforte. Le 2e bataillon, qui venait de joindre l'armée, est placé à son arrivée à Mantoue, d'où les grenadiers sortent au mois de décembre pour prendre part à la soumission de Governolo (it) ou le marquis de Mirabeau y est blessé. 
En 1703, ce bataillon demeure cantonné à Bozzolo, Marcaria, Governolo (it), Canetto et Gozzolo, et le 1er bataillon, après avoir combattu à Stradella, fait partie de l'expédition du Tyrol et se trouve à l'affaire de Castelnuovo de Bormia et à la prise de Nago et d'Arco, puis à la réduction d'Asti et de Villeneuve d'Asti. 
En 1704, les deux bataillons du « régiment de Mirabeau » servent aux sièges de Verceil, d'lvrée et de Verrue. 
Après la prise de cette dernière ville, en 1705, le régiment passe sous les ordres du grand-prieur de Vendôme et campe à Moscolino. Le 16 août, le régiment fut un des corps qui y souffrirent le plus à la bataille de Cassano ou son colonel, Jean Antoine Riqueti, marquis de Mirabeau, y est blessé et fait prisonnier dès le commencement de l'action. Peu de temps après, le 1er bataillon prend ses quartiers d'hiver à Acqua-Negra et le 12e bataillon à Caneto.
Le 19 avril 1706, le « régiment de Mirabeau » combat à Calcinato dans la brigade d'Anjou. A la fin de mai, 500 hommes se défendent avec courage dans le château de Reggio, mais ils sont obliges de se rendre prisonniers de guerre. Le reste du régiment est employé au siège de Turin et se trouve, le 9 septembre, à la bataille de Castiglione gagnée par le comte de Grancey de Médavy. Le désastre de Turin ramène le régiment en France. 
Il participa en 1707 à la défense de Toulon et se rend ensuite dans le Dauphiné.
L'année suivante, il opère dans la Savoie et la Maurienne et prend part a l'attaque de Césanne. 
En 1709, il sert encore sur cette frontière.
En 1710 il est envoyé à l'armée de Flandre, ou il est embrigadé avec le régiment d'Alsace. A la fin de cette année, il cesse de porter le nom du marquis de Mirabeau. Cet excellent officier, qui, pendant son commandement avait reçu vingt-sept blessures, est obligé de se retirer, estropié des deux bras et avec la mâchoire fracassée.

### Régiment de Gensac (1711-1734)

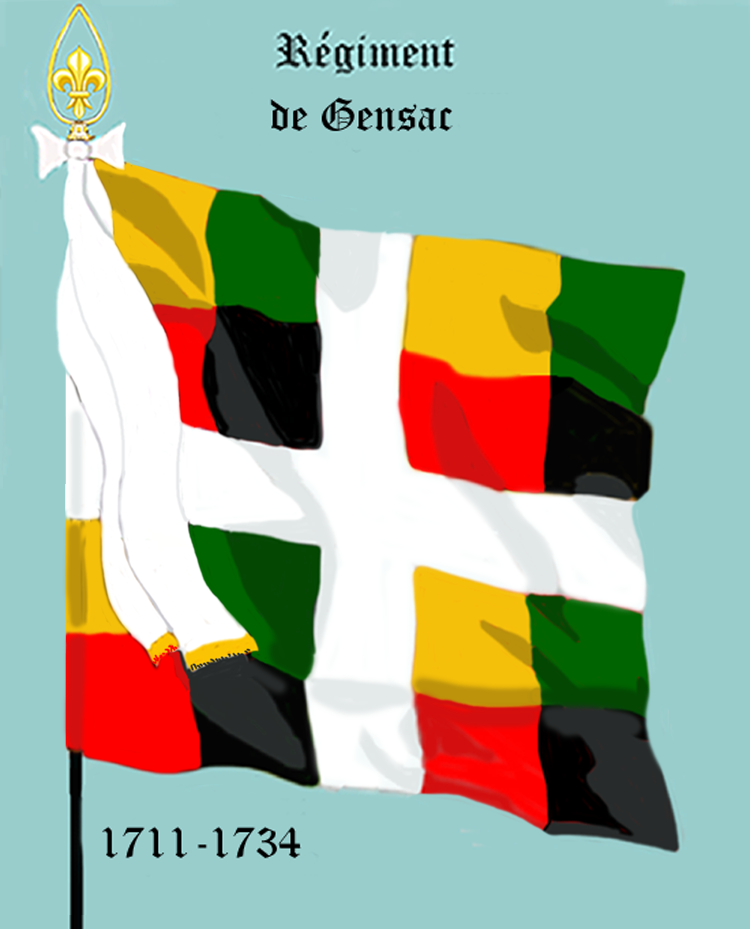
de 1711 à 1734
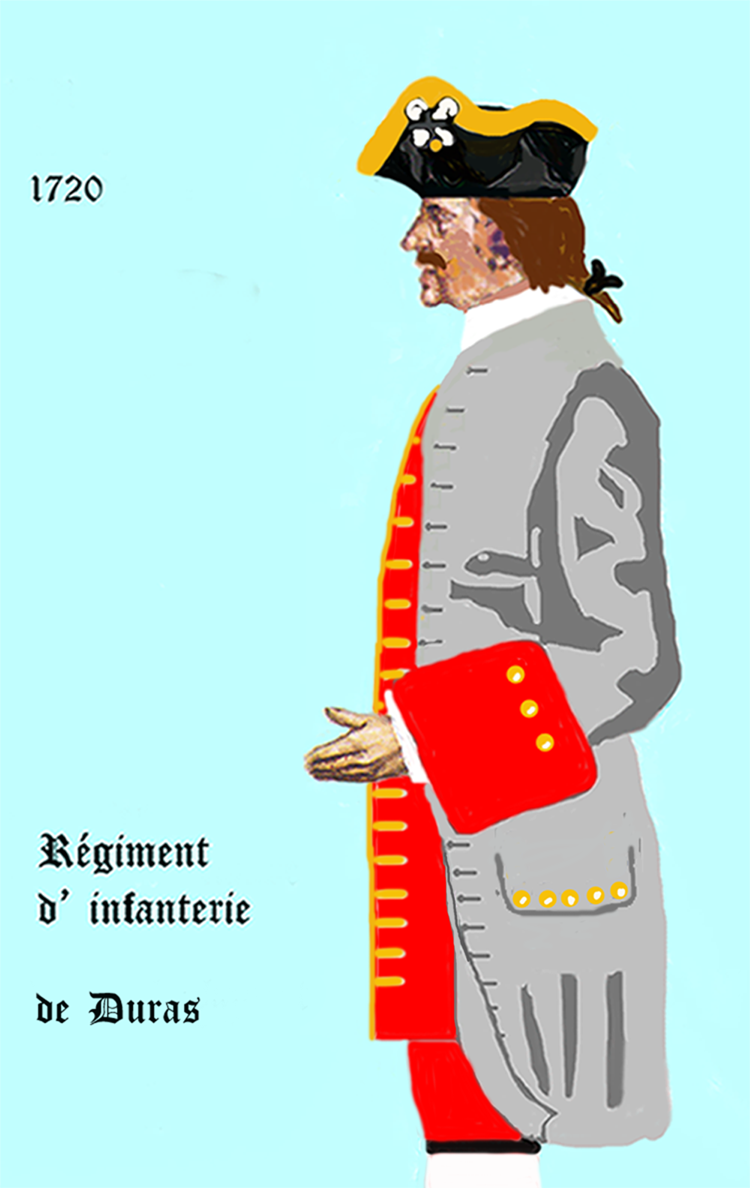
de 1720 à 1734

#### Guerre de Succession d'Espagne
Devenu « régiment de Gensac », l'unité se trouve, dans le cadre de la guerre de Succession d'Espagne, en 1711 à l'attaque d'Arleux.
En 1712 il participe à la bataille de Denain, ou son nouveau colonel, Gilles Gervais de la Roche-Loumagne, marquis de Gensac, a le poignet brisé. 
En 1713, il se rend sur le Rhin et prend part aux sièges de Landau et de Fribourg.

#### Guerre de la Quadruple-Alliance
En 1719, engagé dans la guerre de la Quadruple-Alliance, le régiment est versé dans le corps de réserve et est employé dans les Pyrénées.

#### Guerre de Succession de Pologne
En 1733, il participe à la guerre de Succession de Pologne, dans l'armée du Rhin, et se trouve au siège de Kehl. II entre dans cette place le 31 octobre pour y tenir garnison. 

### Régiment de Duras (1734-1743)

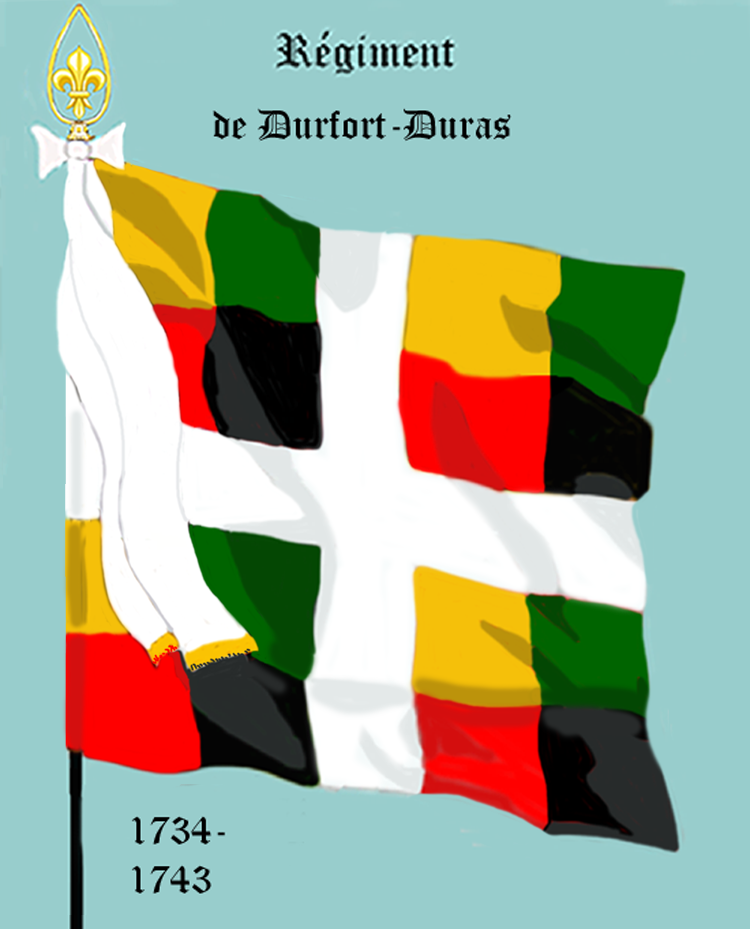
de 1734 à 1743
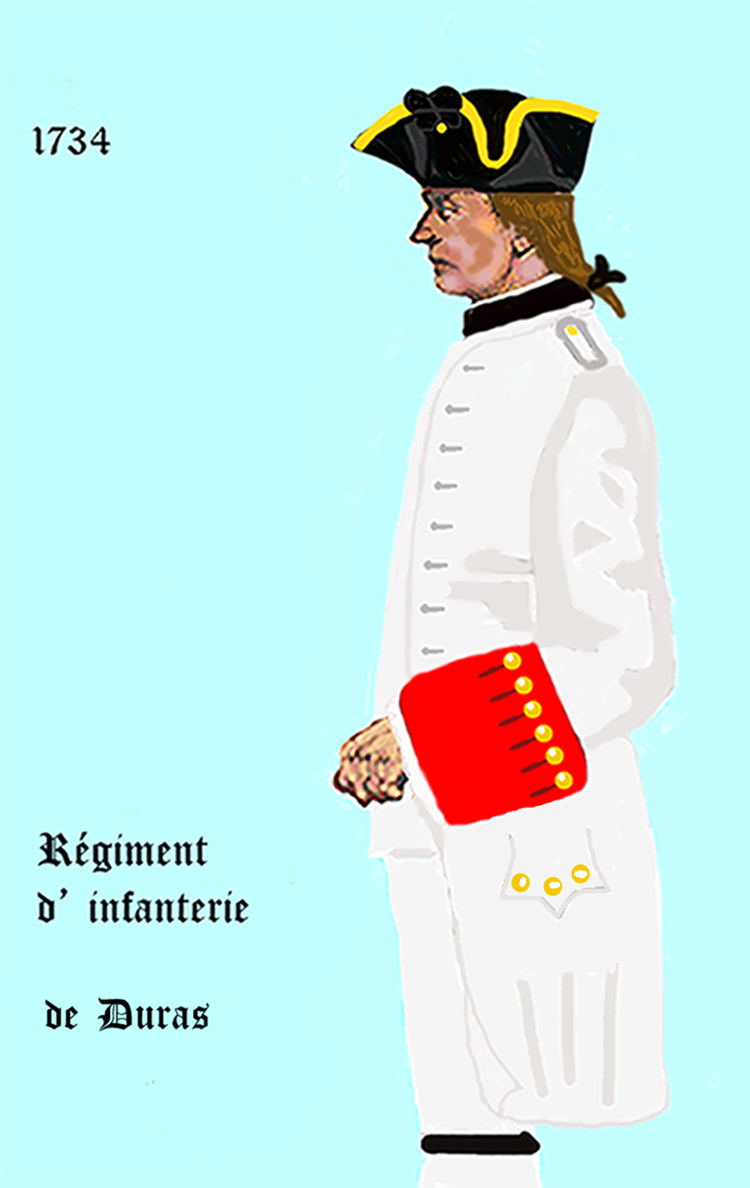
de 1734 à 1757

#### Guerre de Succession de Pologne
L'année suivante,sous les ordres de son nouveau chef, Emmanuel-Félicité de Durfort, duc de Duras, il participe à l'attaque des lignes d'Ettlingen et au siège de Philisbourg. 
En 1735, il sert encore sur cette frontière, et combat à Klausen.

#### Guerre de Succession d'Autriche
En avril 1742, engagé dans la guerre de Succession d'Autriche le « régiment de Duras » se rend avec le régiment Royal à l'armée de Bavière. Il fait partie du corps de réserve commandé par le comte de Saxe et concoure aux prises d'Elnbogen et de Kaaden.

### Régiment de Bonnac (1743-1749)

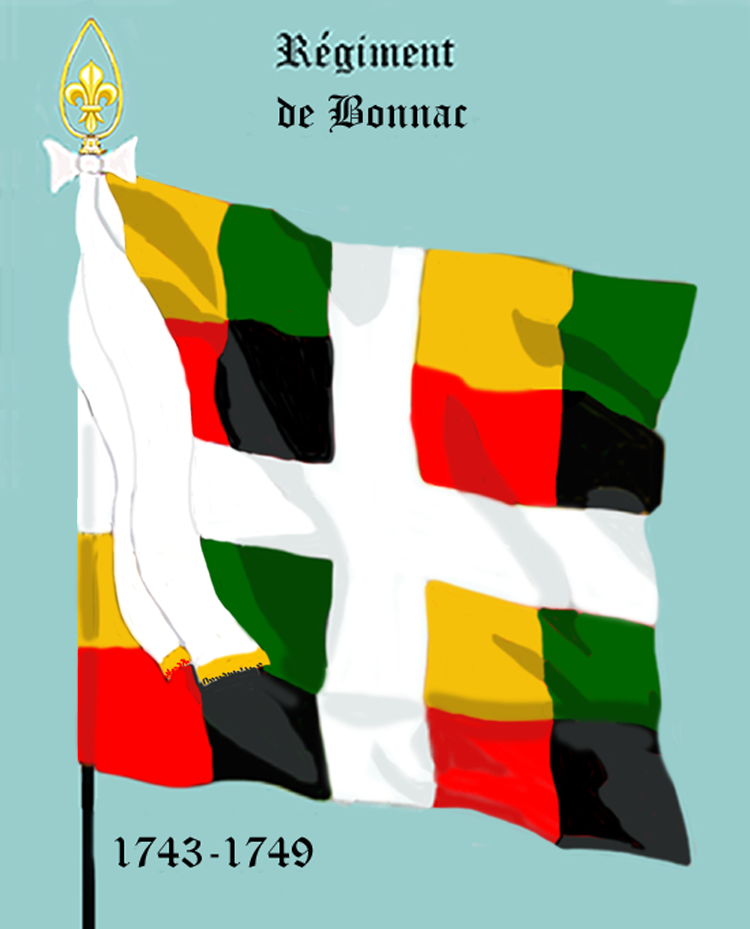
de 1743 à 1749

#### Guerre de Succession d'Autriche
En janvier 1743, il prend ses quartiers d'hiver à Deckendorf et prend le nom de « régiment de Bonnac » et reprend la campagne le 1er mai. Il se rend a Plating et, le 17, il coopère à la défense de Dingolfing avec le régiments de Picardie et Royal. Le 5 juin, l'armée autrichienne ayant forcé les passages du Danube à Passau, il se retire sous Ratisbonne puis en France, où il rentre au mois de juillet, sauf un piquet laissé dans Ingolstadt, qui ne rejoignit qu'en octobre à Thionville où le corps avait été mis en garnison.
En 1744, le régiment fait partie de l'armée de la Moselle et contribue à la défaite du général Nadasty sur les hauteurs de Saverne, et au combat d'Augenheim, et lorsque l'armée de la Moselle est réunie à celle du Rhin, il participe à la bataille de Fribourg et prend ses quartiers d'hiver dans la Souabe. 
En 1745, il est avec le prince de Conti qui se tient sur la défensive au bord du Rhin. 
II passe l'année suivante en Flandre et fait les sièges de Mons, de Charleroi et de Namur. Le 3 octobre, après la capitulation de Namur, il est mis en garnison dans cette place.
En 1747, le régiment combat à Lauffeld durant lequel le colonel François Armand d'Usson, marquis de Bonnac perd une jambe. 
En 1748, pendant le siège de Maastricht, le régiment fait partie du petit corps d'observation établi sur la rive droite de la Meuse, en arrière du château de César, pour la garde des ponts de communication. A la paix il rentre en France, et le régiment est réduit a un bataillon par ordre du 15 novembre.
Le 10 mars 1749, il est rétabli à deux bataillons par l'incorporation de l'ancien régiment de Vivarais, dont plus tard il prendra le titre.

### Régiment de Cossé (1749-1759)

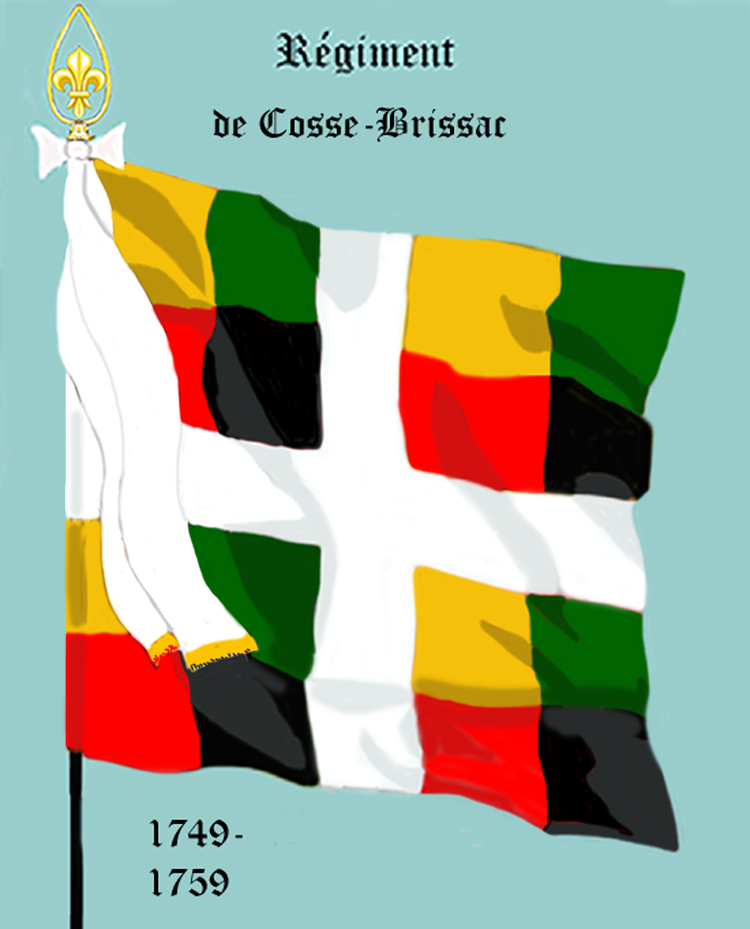
de 1749 à 1759

Le 25 août 1749, il est renommé « régiment de Cossé » après avoir été donné à Louis Joseph Timoléon, duc de Cossé-Brissac.

#### Guerre de Sept Ans
En 1757, le régiment, engagé dans la guerre de Sept Ans, fait partie de l'armée du maréchal Charles de Rohan prince de Soubise. II est écrasé à la bataille de Rossbach durant laquelle le colonel Louis Joseph Timoléon, duc de Cossé-Brissac est blessé et fait prisonnier ainsi qu'une trentaine d'officiers. Incapable de continuer le service en Allemagne, le régiment est envoyé sur les cotes de Bretagne
Le 11 septembre 1758, il contribue a la déroute des Anglais à Saint-Cast. 

### Régiment de Lemps (1759-1761) et régiment de Puységur (1761-1762)

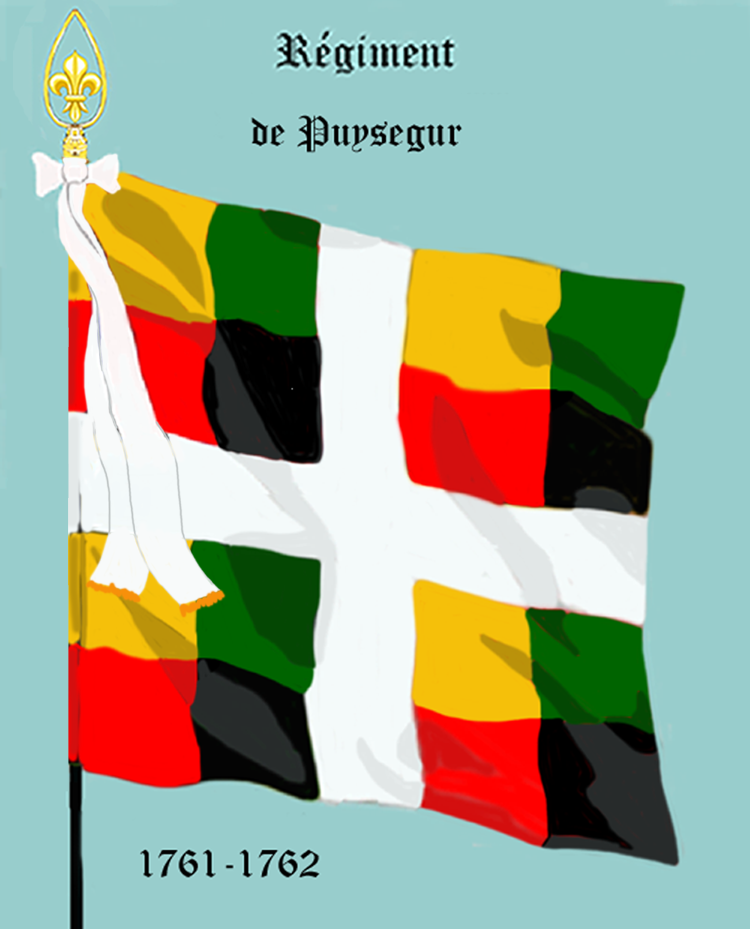
de 1761 à 1762
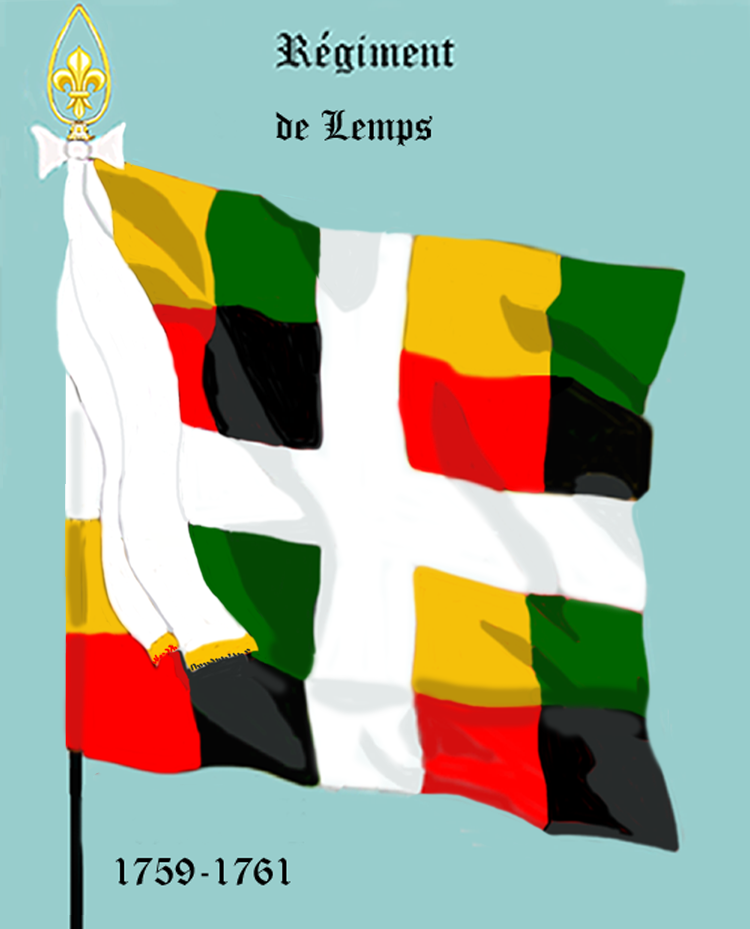
de de 1759 à 1761

#### Guerre de Sept Ans
Devenu « régiment de Lemps » le 24 septembre 1759, il retourne sur le Rhin en avril 1761 et fait cette campagne et la suivante dans la brigade du Dauphin.
Renommé « régiment de Puységur » le 30 novembre 1761, l'unité sert au bombardement de Ham en 1762. A sa rentrée en France, le régiment est envoyé à Rennes.

### Régiment de Vivarais (1762-1791)

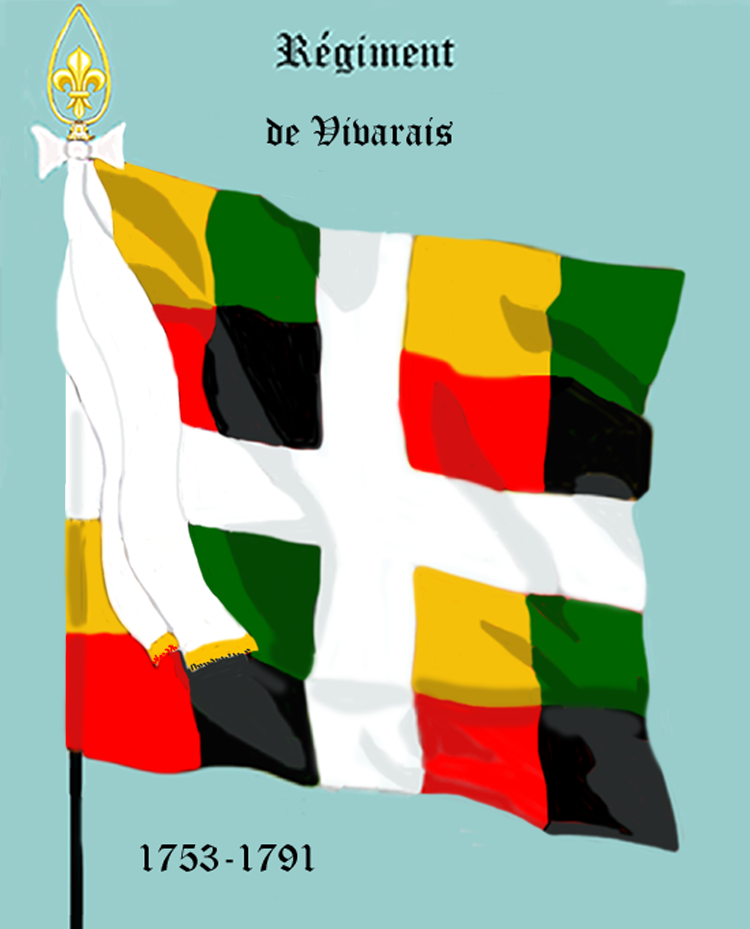
de 1762 à 1791
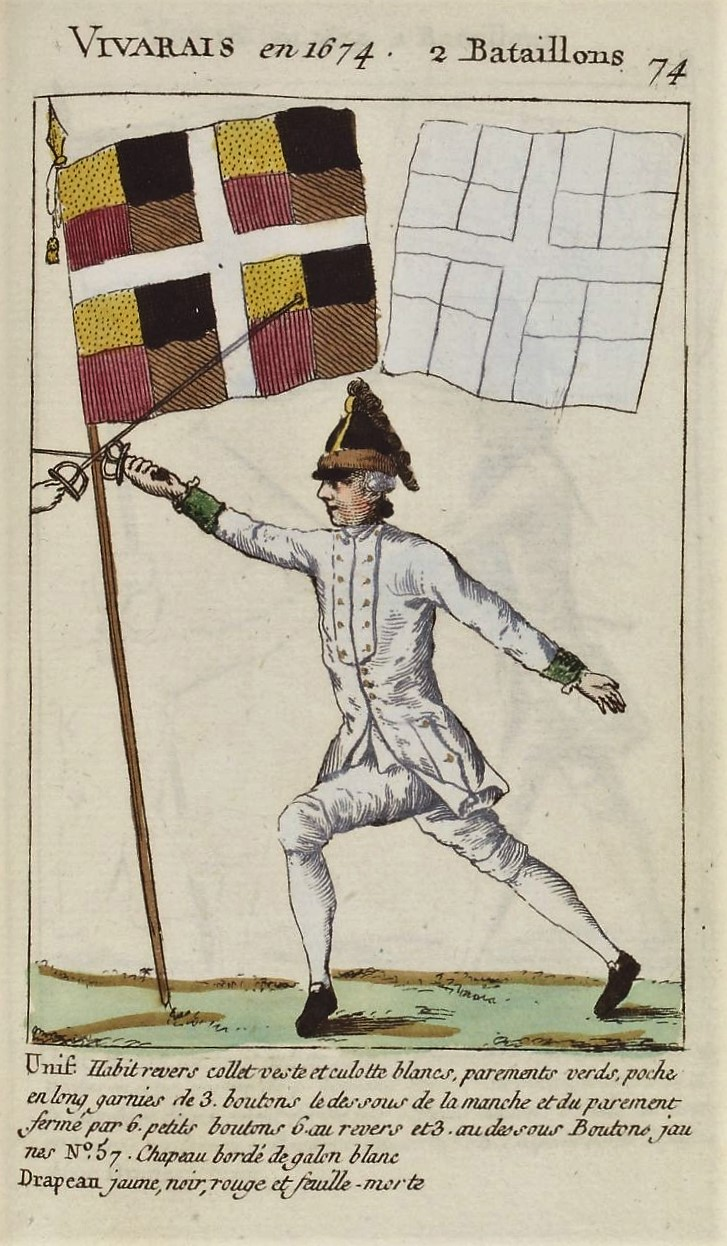
en 1772
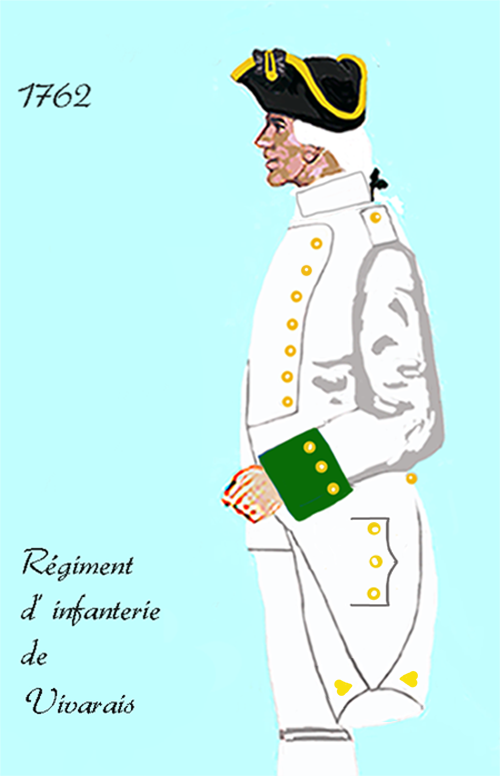
de 1762 à 1776
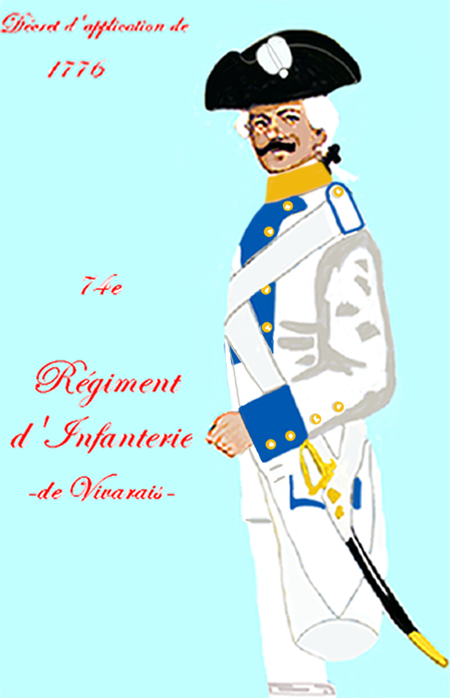
de 1776 à 1779
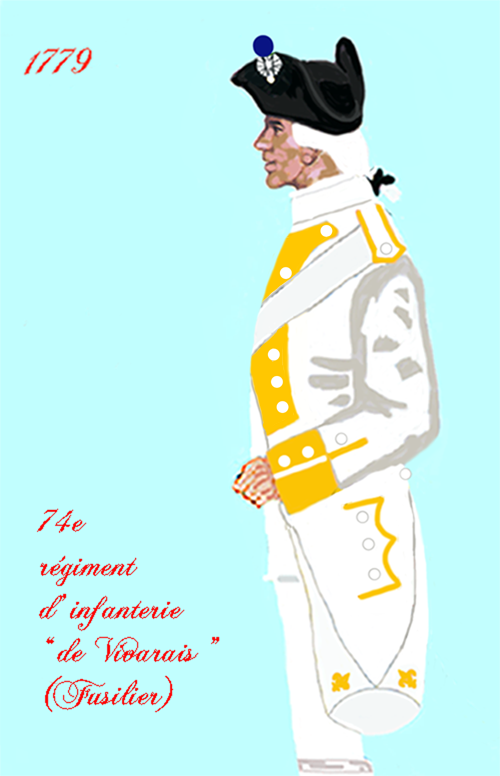
de 1779 à 1791

#### Période de paix
Lors de la réorganisation des corps d'infanterie français, le 10 décembre 1762, alors qu'il se trouve en garnison à Dinan et Saint-Servan, le « régiment de Puységur » conserve ses deux bataillons et est affecté au service de la Marine et des Colonies et à la garde des ports dans le royaume et prend le nom de « régiment de Vivarais ». L'ordonnance arrête également l'habillement et l'équipement du régiment comme suit. Habit, revers, collet, veste et culotte blancs, parements verts, une poche en long garnie de trois boutons, trois sur la manche, quatre au revers et quatre au-dessous : boutons jaunes, avec le no 57. Chapeau bordé d'or.
En mai 1763, il est envoyé à La Rochelle. Pendant son séjour dans cette ville, il fournit la garnison de l'île d'Oléron. En 1763, l'habillement tout blanc était distingué par des parements vert de Saxe.
En octobre 1766, il quitte La Rochelle et se rend à Marseille puis à Saint-Omer en aout 1767, à Valenciennes en octobre 1768, et au camp de Verberie en juillet 1769. 
Après la levée du camp, il est envoyé au Quesnoy, puis à Landerneau en janvier 1771, à La Rochelle en avril 1773, à Bayonne en octobre 1774, à Saint-Omer en novembre 1776, à Aire et Saint-Venant en juillet 1778, à Huningue en novembre 1778, à Valence et Mont-Dauphin en juillet 1779, à Montpellier en mai 1780, à Douai en novembre 1781, à Calais en octobre 1783 et à Béthune en septembre 1786. A la fin de 1787, pendant les troubles d'Irlande, le 2e bataillon est envoyé à Caen ou il ne fait qu'un court séjour. En septembre 1788, le régiment est appelé au camp de Saint-Omer, puis il revient à Béthune.
En 1773, le régiment avait les parements gris de fer et de 1776 à 1779, il avait les revers et les parements gris de fer, le collet aurore et les boutons jaunes.

#### Révolution française
Son séjour prolongé dans cette petite ville avait établi entre les habitants et les soldats des relations si intimes qu'il devint nécessaire de les rompre. Le 26 janvier 1790, à trois heures du matin le « régiment de  Vivarais » reçoit l'ordre, un peu brusque, de partir le jour même pour Lens. Il se met en route à midi, mais à quelque distance de la ville, la plus forte partie du régiment fait demi-tour avec les drapeaux et retourne vers Béthune. Les officiers, la plupart des sergents et une centaine d'hommes, suivent seuls le colonel de Courtavel, qui les conduit à Douai. Le commandant de Béthune, M. de Beaulaincourt, au milieu des démonstrations d'allégresse des soldats et des bourgeois de la ville, demeure fort embarrassé. II consent enfin à recevoir ces hommes rebelles dans la place et voulut bien se contenter d'un renouvellement du serment de fidélité à la Nation, au Roi et à la Loi, qui, dans la circonstance, semble être venu fort à propos.

La partie fidèle du régiment arrive le 28 janvier 1790, à Landrecies, où elle reçoit de nouveaux drapeaux et est aussitôt dirigée sur Verdun, suivie à quelques jours de distance par les soldats de Béthune, qui n'avaient pas tardé à reconnaitre la puérilité du motif de leur rébellion, et qui avaient peut-être eu le temps de s'apercevoir que le bourgeois cesse d'être aimable pour le soldat aussitôt que celui-ci lui devient onéreux.

En avril 1790, le « régiment de Vivarais » est de nouveau déchiré par des troubles graves, à propos de l'arrestation du sergent fourrier Arnould Muscar qui avait exprimé des opinions ultra-révolutionnaires. Cette affaire, qui occupa souvent l'attention de l'Assemblée nationale, se termina en juin 1791 par la réintégration de Muscar. Pendant ce temps, le régiment avait été envoyé à Longwy, d'où il passa à Metz en janvier 1792.

### 71erégiment d'infanteriede ligne ci-devant Vivarais

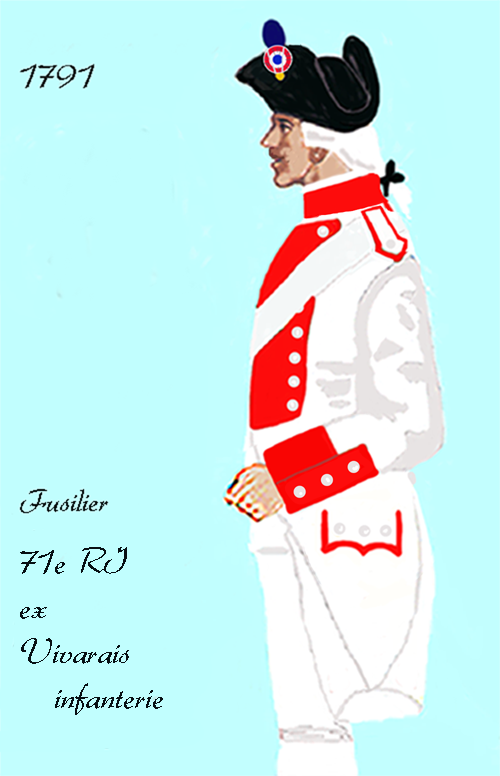
de 1791 à 1792
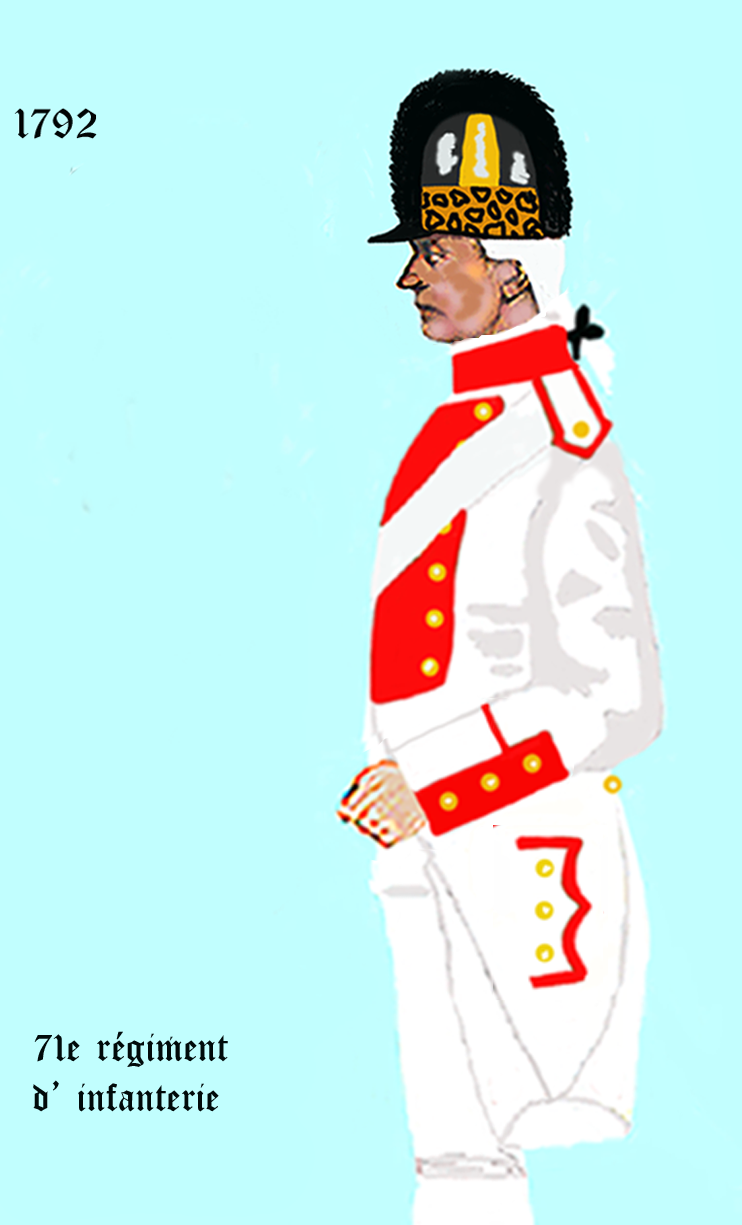
de 1792 à 1794

L'ordonnance du 1er janvier 1791 fait disparaître les diverses dénominations, et les corps d'infanterie ne sont désormais plus désignés que par le numéro du rang qu'ils occupaient entre eux. Ainsi, 101 régiments sont renommés. Les régiments sont toutefois largement désignés avec le terme ci-devant, comme 71e régiment d'infanterie ci-devant Vivarais.

#### Guerres de la Révolution
Quand la guerre commença, le 1er bataillon et les grenadiers du 2e bataillon font partie de l'armée du Centre tandis que le reste du régiment demeure à Metz. Les compagnies de guerre assistent aux batailles de Valmy et de Jemmapes et se signalent par leur acharnement à la poursuite des Prussiens.
1er bataillon
Le 1er bataillon du 71e régiment d'infanterie de ligne fait les campagnes de 1792 à 1794 à l'armée du Nord, et se signale, en 1793, à la prise d'Ypres, et en 1794, il est employé à la conquête de la Flandre hollandaise.

Le 22 septembre 1794, le 1er bataillon du 71e régiment d'infanterie de ligne ci-devant Vivarais est amalgamé avec le 8e bataillon de volontaires de Paris également appelé bataillon Sainte-Marguerite et le 17e bataillon de volontaires des réserves pour former la 131e demi-brigade de première formation.
2e bataillon
Le 2e bataillon du 71e régiment d'infanterie de ligne fait les campagnes de 1792 à 1794 à l'armée de la Moselle et à l'armée des Ardennes.

Le 5 avril 1794, le 2e bataillon du 71e régiment d'infanterie de ligne ci-devant Vivarais est amalgamé avec le 2e bataillon de volontaires du Cher et le 5e bataillon de volontaires de la Meuse pour former la 132e demi-brigade de première formation.
Ainsi disparaît pour toujours le 71e régiment d'infanterie ci-devant Vivarais, partageant le sort de tous ces vieux régiments qui depuis deux siècles avaient défendu si intrépidement la patrie contre toutes les coalitions.

Le « régiment de Vivarais » avait chaque quartier de ses drapeaux d'ordonnance coupé en damier. Les quatre petits carrés qui résultaient de ce partage étaient jaune, noir, rouge et vert.

L'ancien uniforme consistait en habit et culotte blancs, parements, collet et veste rouges, boutons jaunes, pattes ordinaires garnies de cinq boutons et cinq boutons sur la manche, chapeau bordé d'or.

## Personnalités
- Arnould Muscar